# Somalia na Letnich Igrzyskach Olimpijskich Młodzieży 2010
Somalię na Letnich Igrzyskach Olimpijskich Młodzieży w Singapurze w 2010 reprezentować będzie 2 sportowców w 1 dyscyplinie.

## Skład kadry

### Lekkoatletyka
- Hani Abdirahman Muse
- Abdulahi Kulow